# Молодкин, Владимир Николаевич
Владимир Николаевич Молодкин (род. 5 августа 1945 года, дер. Арменово, Вязниковский район, Владимирская область, РСФСР, СССР) — советский и российский художник, мастер лаковой миниатюры (Мстёрская школа), народный художник Российской Федерации (2023).

## Биография
Родился 5 августа 1945 г. в д. Арменово Вязниковского района Владимирской области.
В 1965 году — окончил Мстёрскую художественную профтехшколу имени Ф. А. Модорова.
С 1977 года — член Союза художников СССР, России.
С 1967 по 1980 годы — работал на фабрике «Пролетарское искусство», с 1986 по 1990 годы — преподавал в Мстёрском художественном училище композицию и мстёрскую роспись.
Произведения находятся в собраниях различных российских музеев.

### Семья
Три сына, Денис (род. 1971), Даниил (род. 1973), Николай (род. 1985) — художники.

## Награды
- Народный художник Российской Федерации (2023)
- Заслуженный художник Российской Федерации (2006)
- Золотая медаль Союза художников России «Духовность. Традиции. Мастерство» (2013)
- Грамота за участие в Международной православной выставке «Свет миру» (2007)
- дипломант Академии художеств (1990) — за панно «Марфа Посадница»